# Himno de Lima
El himno de Lima es la composición musical que simboliza a la ciudad capital del Perú, el cual fue adoptado oficialmente por el decreto 1000 del 31 de julio de 2010.

## Historia
El Himno de Lima cuenta con la letra de Luis Enrique Tord Romero, música de Euding Maeshiro Nomura y los arreglos musicales de Ricardo Nuñez Morales. Fue oficializado el 7 de octubre de 2010 en Sesión Ordinaria de Concejo cuyo extracto está a continuación:

"En Sesión Ordinaria de Concejo de fecha 7 de octubre de 2010, en armonía con los antecedentes considerados en los Dictámenes de las Comisiones Metropolitanas de Educación y Cultura y de Asuntos Legales 009-2010-MML-CMEC y 099-2010-MML-CMAL y de acuerdo con la opinión favorable de las mismas;
SE ACORDÓ:
ARTÍCULO PRIMERO.- Aprobar la institucionalización del Himno de la Ciudad de Lima, compuesto y musicalizado por los Regidores Luis Enrique Tord Romero y Euding Maeshiro Nomura, con arreglos de Ricardo Nuñez, como Himno Oficial de la ciudad de Lima.

ARTÍCULO SEGUNDO.- Aprobar el contrato de Cesión Definitiva de Obra correspondiente al mencionado Himno que consta de cinco (5) cláusulas, que forma parte del presente acuerdo, y autorizar al señor Alcalde a suscribirlo en representación de la Municipalidad Metropolitana de Lima.

ARTÍCULO TERCERO.- Encargar a la Gerencia Municipal Metropolitana la ejecución e implementación que corresponda para el cumplimiento y desarrollo del mencionado cContrato, cuidando de resguardar los intereses de la Municipalidad Metropolitana de Lima, con arreglo a la ley que las dependencias responsables de la organización de eventos protocolares y similares, incluyan en su propagación le interpretación del Himno de Lima en toda ceremonia solemne que se realice en el Palacio Municipal y en las instituciones donde la Municipalidad tenga participación ceremonial, cuidando la exactitud e intangibilidad del himno.

REGÍSTRESE COMUNÍQUESE Y CÚMPLASE."

## Letra
El Himno cuenta con un coro y tres estrofas:
Coro
Lima, Lima
Corazón de las sangres del Perú,
Sagrado crisol inmortal de la nación
Estrofa I
Hermanos bajo el sol,
Bendecidos por tu cielo
Tu mar y tu herencia de esplendor
Gloriosa en nuestro amor
Estrofa II
Herederos de tu gloria
Juramos con honor
Mantener el fuego de tu alma
Promesa de nuestra unión
Estrofa III
Marchamos al futuro
Trazado por tu sol
Que señala el destino firme
De nuestra resolución